# Antepipona deflendiformis
Antepipona deflendiformis är en stekelart som först beskrevs av Giordani Soika.  Antepipona deflendiformis ingår i släktet Antepipona och familjen Eumenidae. Inga underarter finns listade i Catalogue of Life.